# 존 뷰퍼드
존 뷰퍼드 주니어(John Buford Junior, 1826년 3월 4일 ~ 1863년 12월 16일)는 미국 남북전쟁 중에 북군 기병 장교로 게티즈버그 전투에서 결정적인 역할을 했다.

## 어린 시절
뷰퍼드는 켄터키주 우드퍼드 카운티에서 태어났지만, 일리노이주 록아일랜드에서 8살 때부터 자랐다. 그의 아버지는 일리노이 주의 주요 민주당 정치인이었고, 에이브러햄 링컨의 정치적 반대자였다. 그의 가문은 오랜 군인 전통이 있었다. 존 뷰퍼드 Jr의 할아버지 에이브러햄 뷰퍼드 대령과 큰삼촌은 미국 독립 전쟁 때, 버지니아 연대에서 근무했다. 그의 나머지 형제인 나폴레오 보나파르트 뷰퍼드는 미국 육군 소장이 되었다. 그의 사촌 에이브러햄 뷰퍼드(존 뷰퍼드의 아버지와 동명이인)는 남군에서 기병대 준장이었다. 존 Jr.은 일리노이주 게일즈버그(Galesburg)에서 1년간 녹스 칼리지에 다녔다. 그는 웨스트포인트를 1848년에 졸업했으며, 미국 정규 1 기병대의 명예 소위로 임명되었고, 다음 해에는 2 기병대로 옮겼다. 그는 텍사스와 사우스웨스테에서 수우 족을 상대로 한 전투에 참전했고, 피로 물든 캔자스(Bleeding Kansas)에서 평화 유지 임무와 1858년 유타 전쟁에 참전했다. 존 뷰퍼드 Jr.은 유타주 크리텐던 요새에서 1859년부터 1861년까지 근무했다

## 남북전쟁
남북전쟁이 발발하자, 뷰퍼드는 유타의 임지에서 동부로 돌아왔다. 1861년 11월, 소령 계급으로 부시찰관으로 임명되었고, 1862년 7월, 워싱턴 D.C. 방어 임무에 몇 달간 종사한 뒤, 지원병 부대의 준장으로 승진했다. 1862년, 그는 존 포프 장군 휘하로 북군 버지니아군의 2군단 기병여단 지휘관으로 임명되었다. 2군단 기병여단장으로 뷰퍼드는 2차 불런 전투에 참가했다. 뷰퍼드는 전투 후반에 돌격을 감행했으나 유탄에 무릎 부상을 당했다. 상처는 아팠지만 심각하지 않았다. 남부 신문들은 그가 죽었다고 보도했다.
그는 상처를 치료한 뒤 조지 B. 맥클렐란과 앰브로스 E. 번사이드 밑에서 기병참모가 되었다. 불행히도 이 지위는 참모 이상의 아무것도 아니었으며, 뷰퍼드는 야전 전투부대를 지휘하고 싶어 했다. 맥클렐란의 메릴랜드 전역 때, 그는 다시 포토맥군에서 기병참모로 복무했으며, 사우스 산맥과 앤티텀에서 맥클렐란의 참모진에서 조지 스톤맨 준장을 대신하여 참가했다. 조지프 후커 소장 휘하에서 뷰퍼드는 포토맥군 1 기병사단의 정규군 예비 기병여단을 맡게 되었다.
챈슬러즈빌 전투 후, 알프드 플레손튼 소장이 기병 군단을 맡게 되었고, 뷰퍼드는 그 휘하에서 기병사단을 맡게 되었다. 게티즈버그 전역에서 1기병사단을 지휘하게 된 뷰퍼드가 게티즈버그를 주전장으로 선택한 것으로 믿어지고 있다. 뷰퍼드 사단은 제일 먼저 게티즈버그에 도착했고, 헨리 히스의 남군 사단을 성공적으로 붙들어 두었으며, 존 F. 레이놀즈 장군의 북군 1 군단이 마을 서쪽 고지를 장악할 수 있도록 해주었던 것이다. 그 후에 뷰퍼드의 지친 병력은 플레손튼이 메릴랜드주 에미츠버그로 보내어 보급 및 재보충을 받게 했다. 이후 게티즈버그 전투에 더는 참전하지 않았지만, 뷰퍼드는 게티즈버그 전투에서 핵심 역할을 했다.
이후 뷰퍼드는 버지니아주 워렌턴까지 남군을 추격했고, 중부 버지니아에서 많은 작전에 참가했고, 1863년 10월, 브리스토 전역에서 조지 미드의 후퇴를 엄호하는 임무를 수행하기도 했다.

## 죽음과 유산
뷰퍼드는 1863년 12월, 장티푸스(부상으로 감염되었다)로 워싱턴 D.C.의 조지 스톤맨 장군의 자택에서 사망했다. 뷰퍼드는 임종 때 소장으로 진급되었다. 그는 웨스트포인트 묘지에 묻혔다.
뷰퍼드는 북군에서 가장 유능한 기병 장교 중 한 명이었다. 사실, 몇몇 역사가들은 포토맥군에서 가장 성공한 기병 장교였던 필립 쉐리던만이 그와 필적할만한 기병 장교라는 것에 동의한다.
1895년, 제임스 E. 켈리가 설계한 뷰퍼드의 동상이 게티즈버그 전장에 세워졌다.

## 대중매체
게티즈버그 (1993년 영화)에서 샘 엘리어트가 마이클 사라의 소설 죽음의 천사(The Killer Angels)에 기초하여 뷰퍼드를 연기했다.
뷰퍼드는 뉴트 깅그리치와 윌리엄 포첸의 대안 역사 소설 "게티즈버그"에서 주인공이다.

## 같이 보기
- 게티즈버그 전역 개관
- 게티즈버그 전투
- 게티즈버그 7월 1일 전투

## 참고 문헌
다음은 영어판의 참고 문헌이다.
- Bielakowski, Alexander M., "John Buford", Encyclopedia of the American Civil War: A Political, Social, and Military History, Heidler, David S., and Heidler, Jeanne T., eds., W. W. Norton & Company, 2000, ISBN 0-393-04758-X.
- Eicher, John H., & Eicher, David J., Civil War High Commands, Stanford University Press, 2001, ISBN 0-8047-3641-3.
- Petruzzi, J. David, "Buford's Boys" website
- Petruzzi, J. David, "John Buford: By the Book," America's Civil War Magazine, July 2005.
- Petruzzi, J. David, "Opening the Ball at Gettysburg: The Shot That Rang for Fifty Years," America's Civil War Magazine, July 2006.
- Petruzzi, J. David, "The Fleeting Fame of Alfred Pleasonton," America's Civil War Magazine, March 2005.
- Proceedings of the Buford Memorial Association (New York, 1895)
- History of the Civil War in America (volume iii, p.545)